# Перший трастовий банк
Перший трастовий банк (англ. First Trust Bank) — один з комерційних банків Великої Британії. Входить до числа чотирьох банків, що мають право випускати банкноти Північної Ірландії.
Банк заснований в 1991, входить до складу банківської групи AIB (Allied Irish Banks). Випускає банкноти серій 1994, 1996, 1998, 2007, 2009, 2012 років номіналом в 10, 20, 50 і 100 фунтів.